# کوه تفتان
تفتان نام یک کوه آتشفشان چینه‌ای نیمه‌فعال در جنوب شرقی ایران، واقع در استان سیستان و بلوچستان و صاحب بلندترین قله در این منطقه از ایران است. گرچه ارتفاع کوه تفتان در منابع مختلف اندکی متفاوت ذکر شده؛ اما همه آن را در حدود ۴٬۰۰۰ متر بالاتر از سطح دریا گزارش کرده‌اند. نزدیک‌ترین شهر به آن، نوک آباد است.
تفتان صاحب دو قله اصلی است که به «نرکوه»، واقع در شمال‌غرب، و «ماده‌کوه»، واقع در جنوب‌شرق، موسومند. نرکوه که از نظر زمین‌شناسی قدمت بیشتر دارد، از دو دهانه آتشفشانی تشکیل شده. در مقابل، ماده‌کوه با جریان‌های گدازه‌ای نسبتاً تازه احاطه شده و دست‌کم سه دهانه دارد. سنگ غالب در این کوه آندزیت است.
اگرچه اطلاعات دقیقی از فوران‌های تاریخی تفتان در دست نیست، اما جدیدترین تاریخ‌گذاری‌های پرتوسنجی نشان می‌دهند که آخرین فعالیت آتشفشانی این کوه حدود ۶٬۹۵۰ سال پیش رخ داده. با این حال، تفتان همچنان فعال است و فعالیت‌های شدید دودخانی (خروج بخار و گازهای داغ) در آن دیده می‌شود که از فاصله دور نیز قابل مشاهده‌اند و عمدتاً در اطراف دهانه ماده‌کوه متمرکز هستند. وجود چشمه‌های آب‌گرم متعدد در اطراف کوه نیز نشان‌دهنده فعالیت زمین‌گرمایی در این منطقه است.
تفتان بخشی از یک قوس آتشفشانی در ایران است که کوه بزمان (در ایران) و کوه سلطان (در پاکستان) را نیز در بر می‌گیرد. این قوس آتشفشانی که بر لایه‌های رسوبی مربوط به حوالی دوره‌های کرتاسه تا ائوسن واقع شده، بر اثر فرورانش پوسته اقیانوسی صفحه عربستان به زیر صفحه ایران در منطقه درازگودال مکران شکل گرفته است.

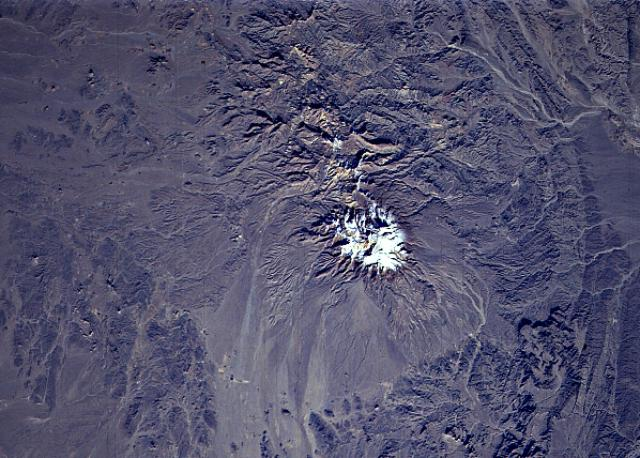
نمای هوایی قلهٔ تفتان

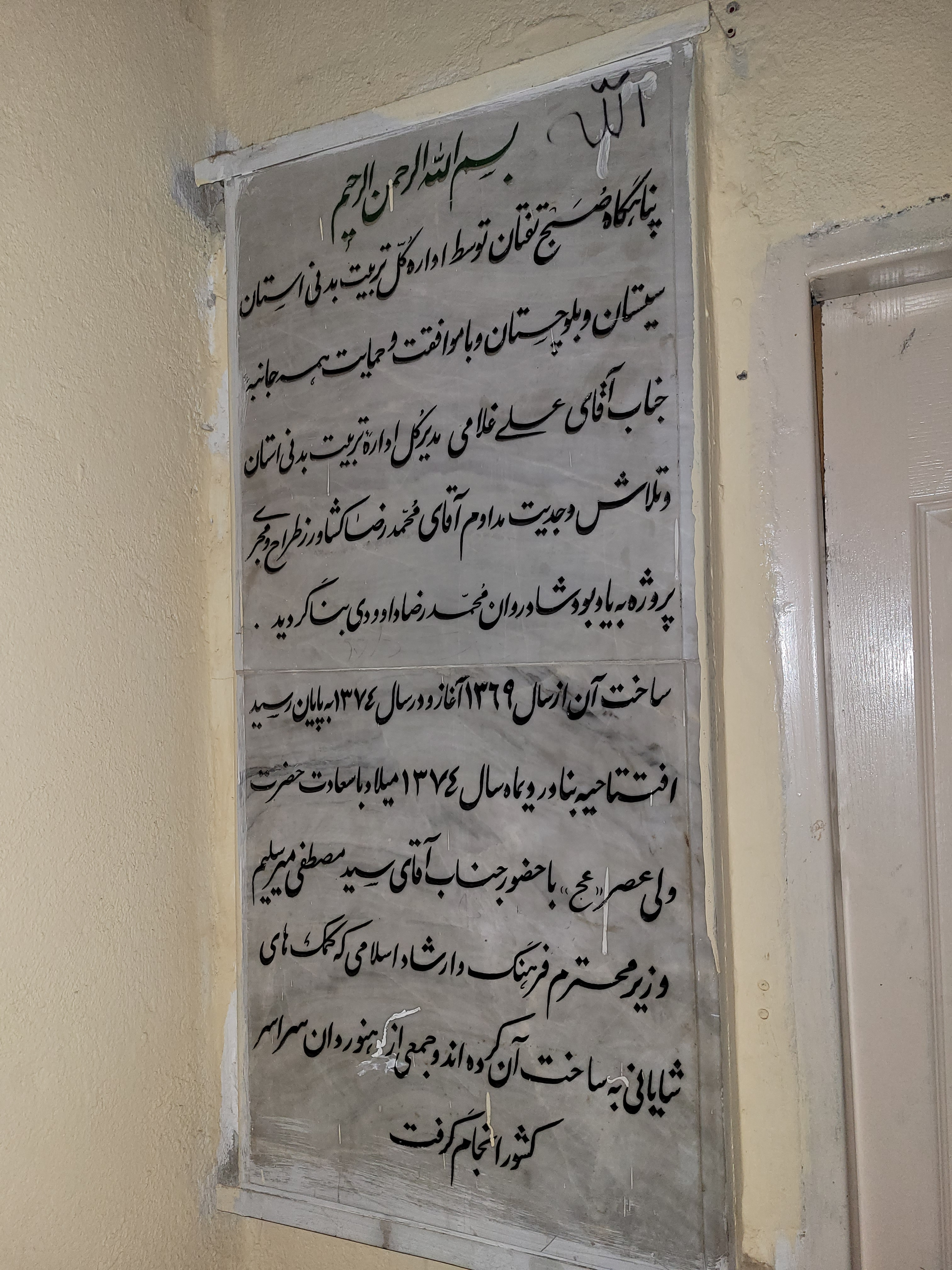
پناهگاه صبح تفتان

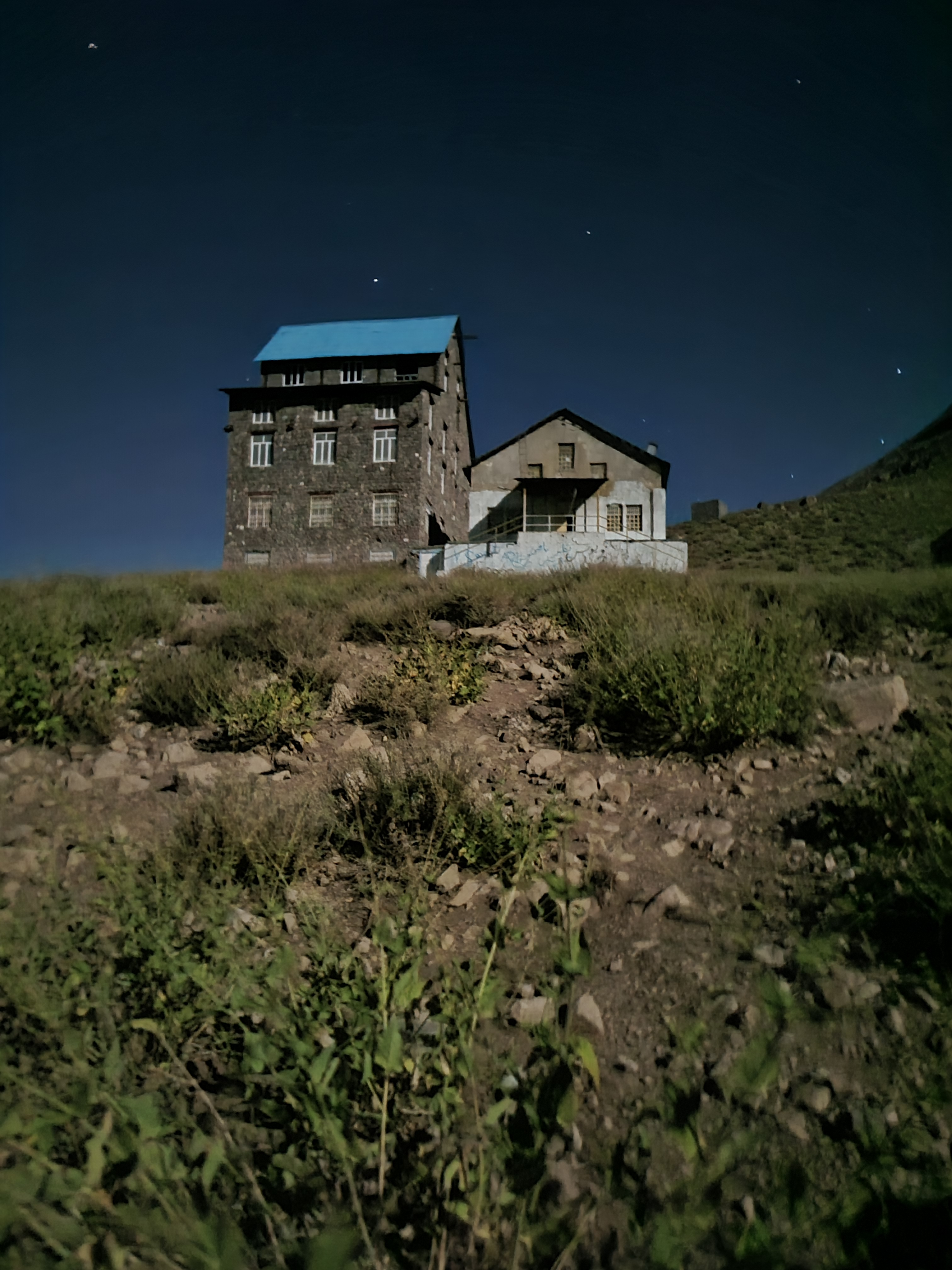
پناهگاه صبح تفتان در فصل

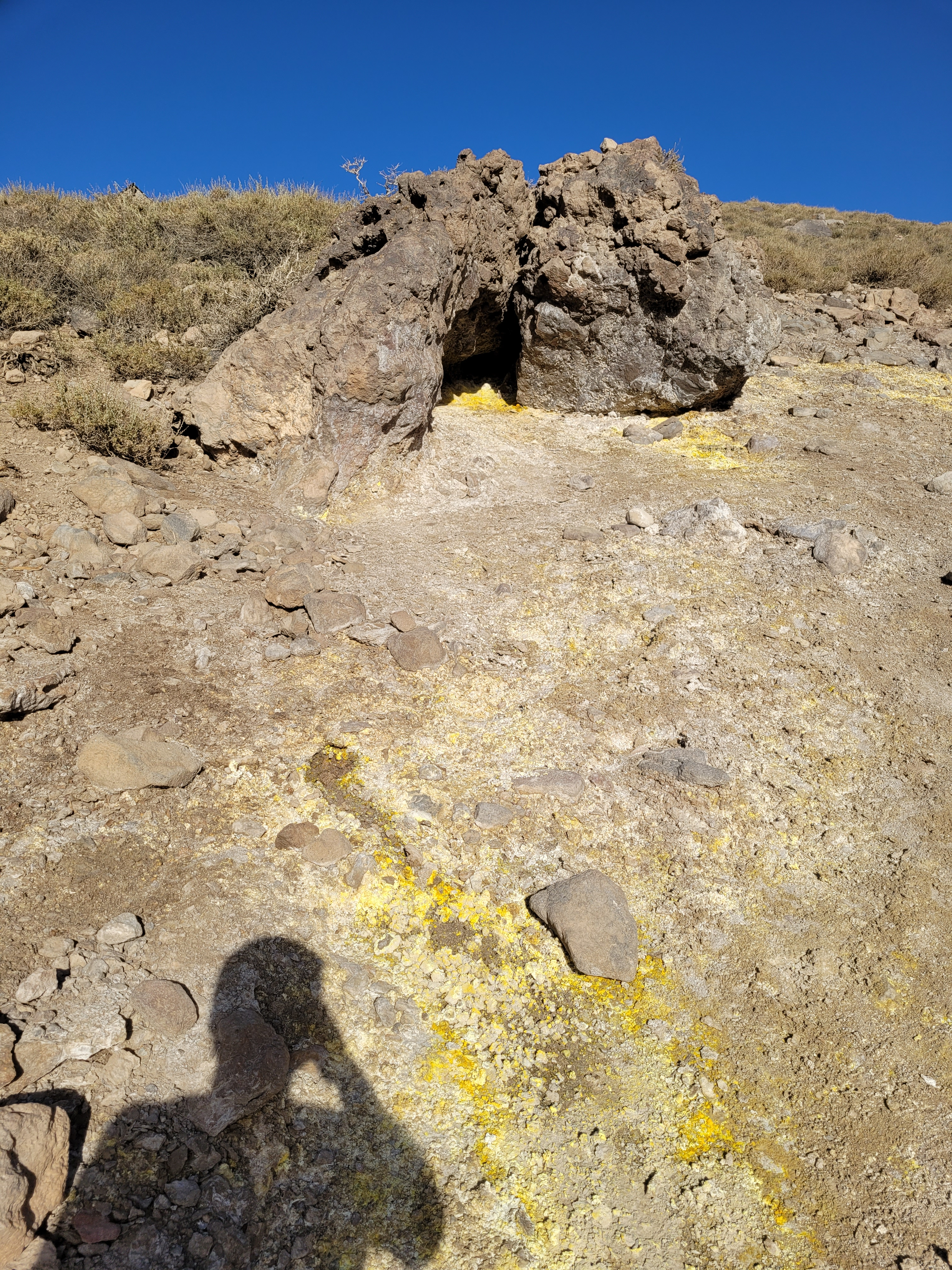
وجود گوگرد در نزدیکی قله

## مسیر دسترسی به قله تفتان

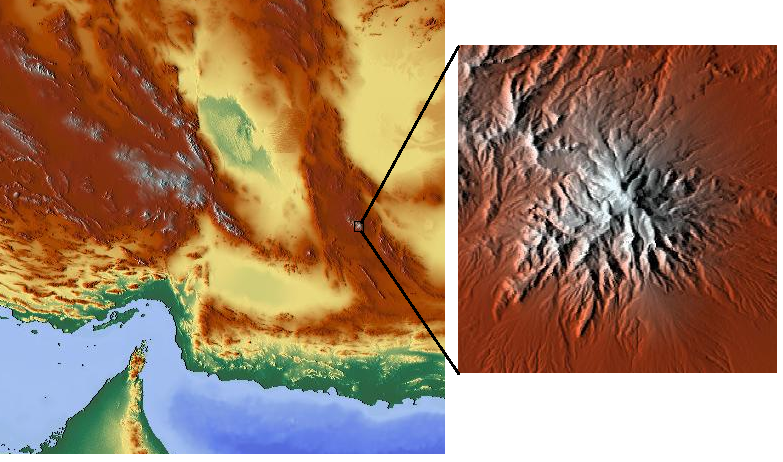

در جاده خاش به زاهدان (از خاش به سمت شمال)، پس از حدود ۲۰ کیلومتر تابل وی بزرگی مسیر دسترسی به قله تفتان را نشان می‌دهد. از زاهدان به سمت خاش حدود کیلومتر ۱۳۰ می‌توان به خروجی روستاهای تمندان و کوشه رسید. از سر جاده تا دو راهی که سمت راست آن تابلوی اردوگاه را نشان می‌دهد حدود ۲۰ کیلومتر، و از دو راهی تا اردوگاه ۸ کیلومتر راه پیش رو است.
ارتفاع اردوگاه دره گل از سطح دریا ۲٬۴۹۳ متر، ارتفاع پناهگاه صُبَح ۳٬۲۲۸ متر و ارتفاع قله تفتان ۳٬۹۴۱ متر است. از اردوگاه آموزش و پرورش دره گل تا پناهگاه تفتان دو مسیر شناخته شده برای صعود وجود دارد. در صورت انتخاب مسیر تنگه گلو نیاز به سه ساعت کوه‌پیمایی تا پناهگاه است که با وجود داشتن مسیر پیمایش کمتر، به دلیل وجود یک گلوگاه باریک و حادثه خیز مسیر استاندارد برای صعود محسوب نمی‌شود و بیشتر کوهنوردان محلی از این مسیر استفاده می‌کنند. مسیر دوم و اصلی معروف به شترراه است که مسیر استاندارد صعود کوهنوردان محسوب می‌شود، اما نسبت به مسیر تنگه گلو طولانی‌تر است. همچنین از پناهگاه تا قله تفتان نیز حدود ۳ تا ۴ ساعت زمان لازم برای صعود است.
به دلیل وزش بادهای سنگین و سرد در فصل زمستان عموماً صعود به این قله دشوار است به‌طوری‌که مسیر ۳ ساعته تا پناهگاه بیش از ۶ ساعت زمان نیاز دارد. کوهنوردان عموماً از یال غربی صعود می‌کنند که در آن پناهگاه مجهزی ساخته شده است.

## فعالیت آتشفشانی قله

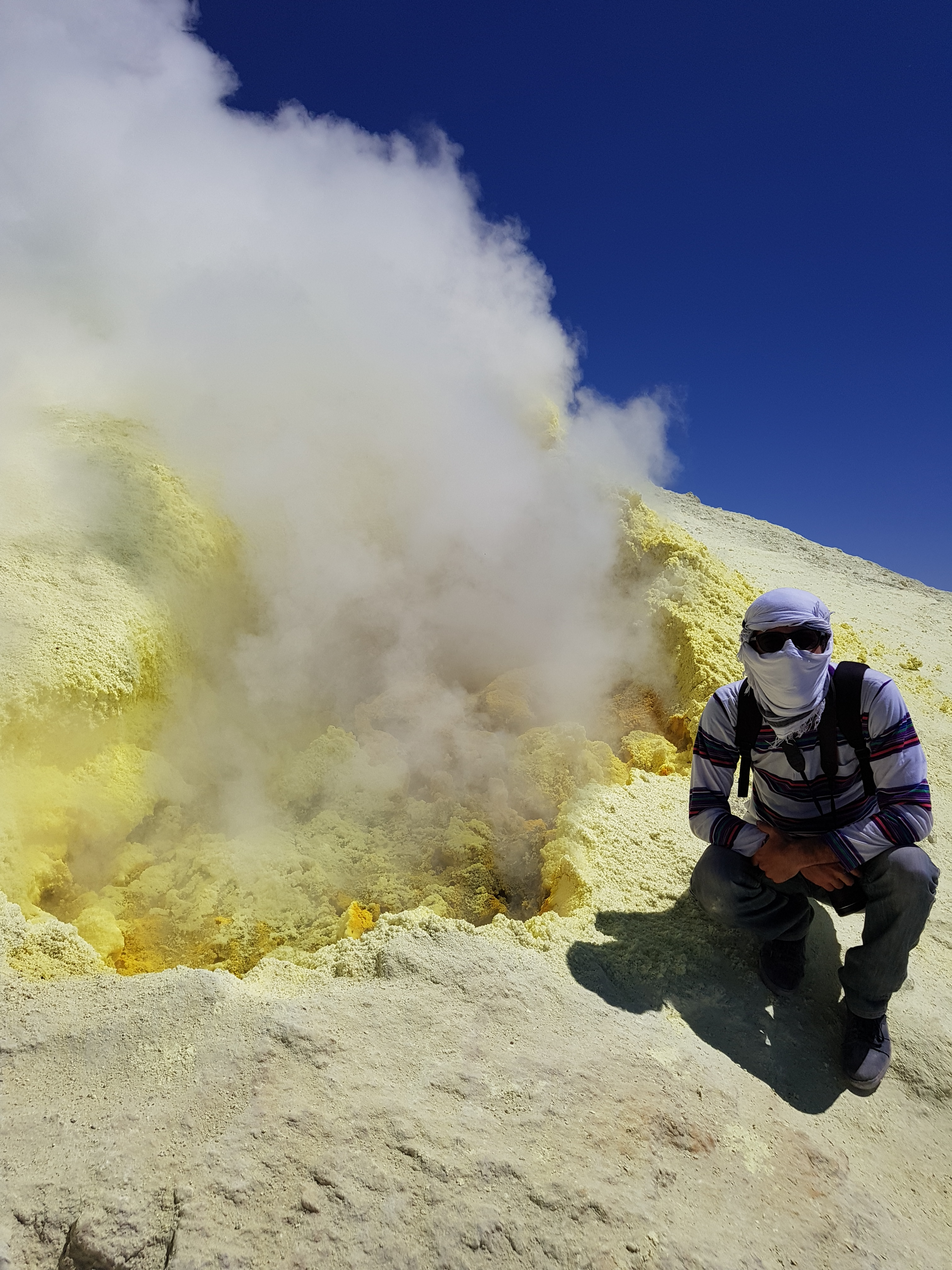
یکی از حفره‌های گوگردی بر فراز قله تفتان و نسبت ابعاد آن در مقایسه با هیکل انسانی.

دامنه تفتان جزو زیباترین مناطق سیستان و بلوچستان محسوب می‌شود که دارای انواع میوه‌های سردسیری و آبشارهای زیبا، غارهای بزرگ و چشمه آب گرم است. این کوه در منطقهٔ جنوب شرقی ایران، در استان سیستان و بلوچستان، منطقه سرحد بلوچستان و شهرستان تفتان قرار گرفته است و با ارتفاع ۳٬۹۴۱ متر از سطح دریا این قله دارای دو شاخک است؛ یکی در شمال که مرتفع‌تر است و نرکوه نام دارد و دیگری شاخک جنوبی آن که کوتاه‌تر است و ماده کوه نامیده می‌شود. نزدیکترین شهر به تفتان نوک‌آباد است.
قلهٔ آتشفشانی تفتان ماده‌کوه نام دارد که در فاصله ۳۸۰ کیلومتری خط مستقیم شمال دریای مکران واقع شده و فاصله مستقیم آن تا زاهدان ۱۰۰ کیلومتر است. ارتفاع قلهٔ نرکوه تفتان از سطح دریا ۴۰۵۰ متر عنوان شده و بلندی آن نسبت به زمین‌های اطراف ۲۴۵۰ متر است و مساحتی که مواد آتشفشانی از ابتدای فعالیت آن تاکنون فرا گرفته حدود ۱۳۰۰ کیلومترمربع است.
آخرین فوران این آتشفشان در سالهای ۱۳۴۹ تا ۱۳۵۰ بوده است. از سه دهانهٔ آتشفشانی این کوه همواره بخار گوگرد خارج می‌شود. در ورودی حفره‌های آتشفشانی تخته‌های گوگردی خالص به وفور دیده می‌شوند. با توجه به تغییر جهت دایمی باد در قله، احتمال استنشاق این گازها در اطراف حفره‌های گوگردی زیاد است.
با توجه به سابقهٔ فوران این آتشفشان در ۶٬۹۵۰ سال پیش، و عدم فعالیت مواد مذاب در حال حاضر، این آتشفشان، جزو آتشفشان‌های نیمه‌فعال طبقه‌بندی می‌شود.

## اقلیم و پوشش گیاهی
شرایط اقلیمی در کوه تفتان متنوع است؛ زمستان‌ها سرد و همراه با بارش برف‌ و بارانند، به‌طوری‌که دمای هوا طی ماه‌های آذر تا بهمن اغلب به زیر صفر درجه سانتی‌گراد می‌رسد. در مقابل، تابستان‌ها گرم و خشک هستند و در ماه‌های تیر و مرداد، دما از ۳۰ درجه سانتی‌گراد عبور می‌کند. با وجود این که کوه تفتان در منطقه‌ای خشک واقع شده، میزان بارندگی در آن نسبت به نواحی اطراف بیشتر است و همین موضوع آب مورد نیاز برای زمین‌های پیرامون را تأمین می‌کند. میانگین بارش سالانه در این منطقه حدود ۱۵۰ میلی‌متر است.
ارتفاع زیاد کوه تفتان باعث شکل‌گیری نوارهای متفاوت پوشش گیاهی در دامنه‌های آن شده است. در مناطق پایین‌دست، پوشش گیاهی عمدتاً شامل استپ‌های درمنه و درختچه‌زارهای پراکنده است. در ارتفاعات میانی — بین ۱٬۸۰۰ تا ۲٬۵۰۰ متر — درختچه‌زارهای باز در زمین‌های سنگی دیده می‌شوند. در ارتفاعات بالاتر — بین ۲٬۶۰۰ تا ۳٬۷۰۰ متر — گیاهان خار- بالشتکی رشد می‌کنند. در حوالی قله کوه، به دلیل شرایط نامناسب محیطی، پوشش گیاهی بسیار اندک است.
کوه تفتان در سال ۱۳۸۱ هجری شمسی به همراه چند قله آتشفشانی دیگر به ثبت آثار طبیعی ملی رسیدند.